# Crédit Agricole
Crédit Agricole (фр.: [kʁedi aɡʁikɔl], укр. Креді Агріколь) — найбільший банк і одна з найбільших компаній Франції. Розгалужена філіальна мережа та величина активів дозволяє вважати банківську групу найбільшою у Франції та однією з найбільших у світі (46 місце в Fortune Global 500 в 2009 році).

## Історія
Історія банку починається в кінці XIX століття зі створення регіональних сільськогосподарських кредитних установ у Франції. Спочатку дані установи надавали лише короткострокові позики. Однак, у міру їх зміцнення, почали видаватися кредити на довший термін.
Об'єднання розрізнених місцевих банків відбулося 1920 року, але остаточно організація сформувалася до 1926 року під назвою «Caisse nationale du Crédit agricole».
Поступово в сферу інтересів компанії потрапили все нові сфери: кредитування підприємств харчової промисловості, придбання житла тощо. Незабаром Crédit Agricole стало універсальною кредитною організацією.
У 1980 Crédit Agricole освоїла також ринок страхових послуг.

## Сучасність
Зараз Crédit Agricole є однією з найбільших фінансових організацій світу.
Компанія будується на 3 рівнях: місцеві банки, регіональні банки та дочірні підприємства.
Credit Agricole SA знаходиться у власності місцевих банків, а сам контролює в них 25% капіталу без права голосу. Дана складна структура дозволяє отримувати знижки на фондовій біржі у Франції. Однак, така структура власників робить управління організацією складнішим.
Незважаючи на експансіоністську орієнтацію останніх десятиліть Credit Agricole практично не представлений у Великій Британії та США.

### Головний офіс
Головний офіс компанії знаходиться у XV окрузі Парижа, на бульварі Пастера, 91-93. Будівля була відкрита 1966 року. Двічі проводилась реконструкція офісу: 1995 і 1997 років .

## В Україні
Crédit Agricole присутній в Україні з березня 2006 року, після придбання 98% акцій українського «Індекс-банку». Наприкінці березня 2011 року «Індекс-банк» офіційно змінив назву на Crédit Agricole.
За результатами міжнародного конкурсу «Фаворити Успіху – 2011» в Україні, бренд Crédit Agricole був визнаний переможцем у номінації «Автокредит». Перемога була визнана за результатами публічного загальноукраїнського онлайн-голосування, що включає в себе також експертну оцінку та думку українських знаменитостей.

## Структура
Crédit Agricole включає наступні дочірні компанії:

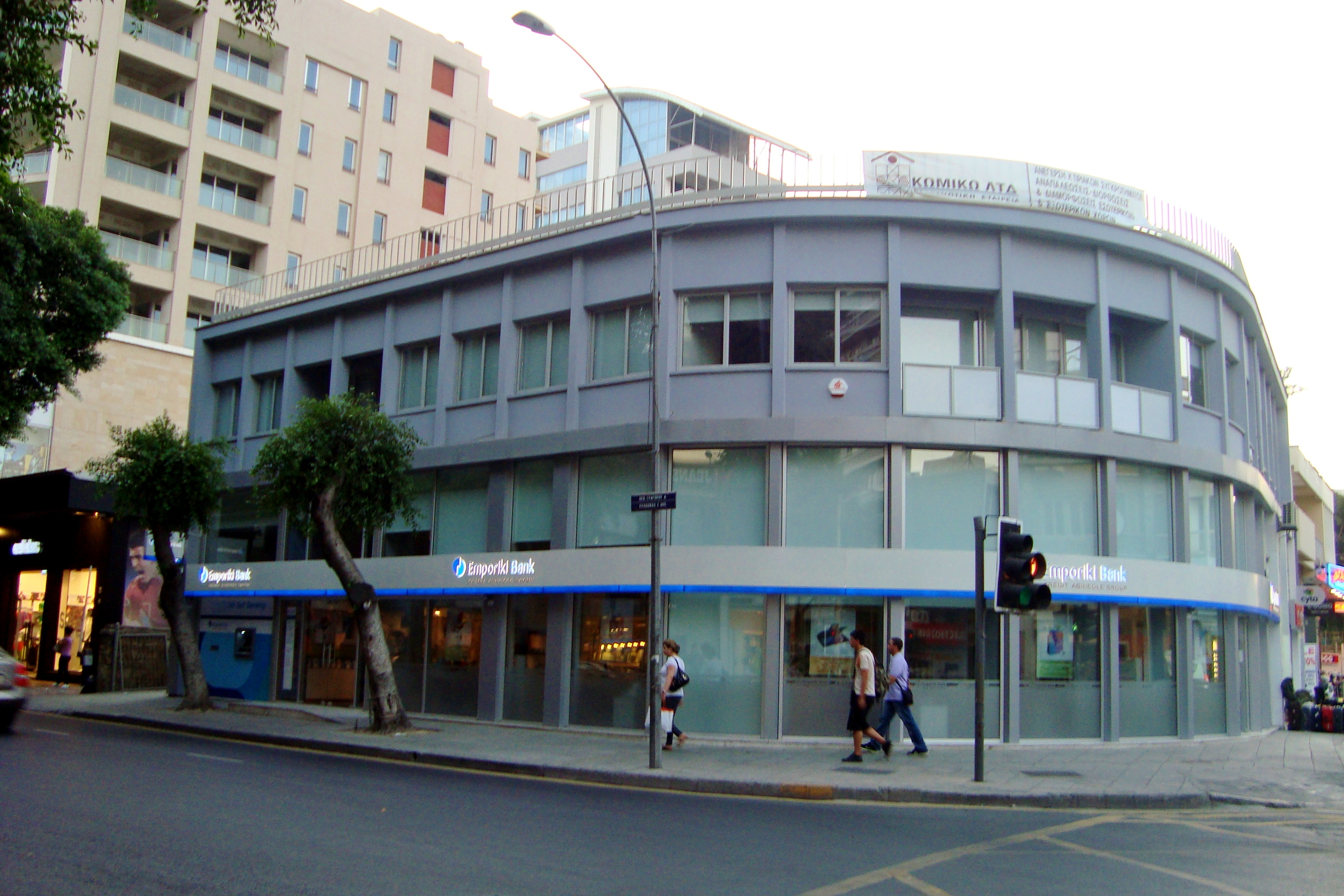
Офіс банку Emporiki Bank у Нікосії, Кіпр

- Credit Agricole CIB — інвестиційно-банківський підрозділ.
- Newedge — інституційний інвестор.
- CACEIS Investor Services — займається обслуговування активів юридичних осіб.
- Cheuvreux — займається поділом європейських і американських цінних паперів.
- CLSA — займається поділом азійських цінних паперів.
- Predica and Pacifica — займається страхуванням підрозділів.
- Amundi — компанія з управління активами.
- Uni-Éditions — французьке видавництво журналів.
- Cariparma FriulAdria — італійський банк.
- Crédit Agricole Egypt — єгипетський банк.
- Crédit Agricole Srbija — сербський банк.
- Crédit du Maroc — марокканський банк.
- Emporiki Bank — грецький банк.
- LCL S.A. — французький банк.
- Credit Agricole Bank Polska S. A. — польський банк.
- Індекс-банк — український банк. (У 2011 році змінив назву на Credit Agricole[9]).